# János Székely (fotbalist)
János József Székely (n. 13 mai 1983, Timișoara, România) este un fost fotbalist român care a evoluat pe postul de mijlocaș.

## Carieră
Janos Szekely a început să joace fotbal la Politehnica Timișoara, echipă la care, între 2000 și 2002, a evoluat în Liga 2, bifând 8 prezențe în tricoul formației de pe Bega.
În 2003 a fost achiziționat de către Universitatea Cluj, formație la care a evoluat timp de trei sezoane și jumătate. În cele 76 de meciuri pe care le-a jucat pentru Șepcile Roșii, Janos Szekely a marcat 19 goluri.
A fost remarcat în 2006 de către Oțelul Galați, unde s-a transferat de la Universitatea Cluj. A debutat la echipa din Galați, pe atunci antrenată de Petre Grigoraș, într-un meci de Cupa României cu Steaua, având o evoluție foarte bună.
Primul său meci în Liga 1 s-a consemnat în februarie 2007, împotriva echipei Unirea Urziceni, meci câștigat de gălățeni cu scorul de 3-2. A evoluat în peste 40 de partide pe prima scenă fotbalistică a României, marcând un număr de 9 goluri.
În mai 2008, a fost transferat de către Steaua București. În august a suferit o accidentare la meciul cu Poli Iași, neputând juca în dubla manșă cu Galatasaray Istanbul din turul 3 preliminar al UEFA Champions League.
În turul sezonului 2009-2010 a prins cea mai buna formă de când este la Steaua, jucând aproape toate meciurile titular. A evoluat în 15 partide, în 13 din primul minut și a reușit să marcheze 5 goluri. În 2010 s-a accidentat la genunchi, fiind indisponibil timp de șase luni.
După sezonul 2010-2011, un sezon mai slab, în care a fost titular de doar 4 ori și a jucat ca rezervă în alte 7 meciuri, Szekely și-a reziliat contractul cu Steaua și s-a transferat în Rusia, la Volga Novgorod. În 2014 a ajuns la FC Brașov.

## Performanțe internaționale
A jucat pentru Steaua București în grupele Liga Campionilor UEFA, contabilizând 4 meciuri în această competiție și în sezonul 2009-2010 a bifat 10 meciuri în Liga Europa.

## Titluri
| Sezon     | Club                | Titlu               |
| --------- | ------------------- | ------------------- |
| 2006-2007 | Universitatea Cluj  | Liga II             |
| 2007      | Oțelul Galați       | Cupa UEFA Intertoto |
| 2010-2011 | FC Steaua București | Cupa României       |